# フォイリッヒ
フォイリッヒ（Feurich） は1851年にザクセン州ライプツィヒで創業したピアノメーカーで、1948年までライプツィヒでピアノを生産していた。現在、Feurichブランドのピアノはウィーンと中国の海雲で製造され、ウィーンのFeurich Pianoforte GmbH が販売している。

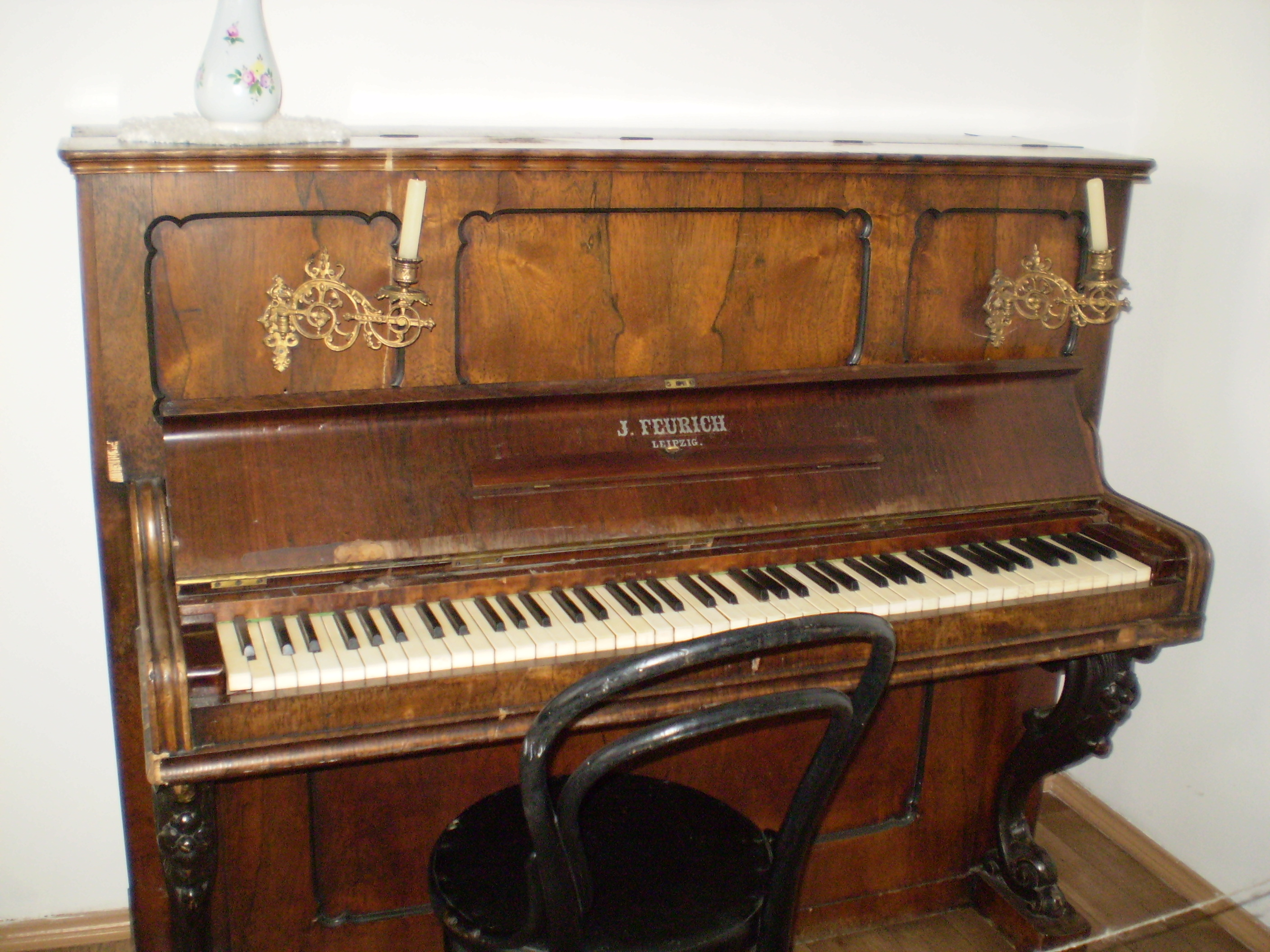
J. Feurichピアノ（ウラン・ウデ歴史博物館）

## ブランド
フォイリッヒはライプツィヒに歴史的ルーツを持つピアノ製作者一族およびピアノブランドである。
フォイリッヒピアノは現在中国寧波市にある海倫鋼琴（ハイルンピアノ）の工場で生産され、ウィーンのピアノ販売・開発会社ヴェンドル・ウント・ルングの指揮の下で世界中で販売されている。加えて、2016年からは、オーストリア・ウィーンの6区にも生産施設が存在する。
創業者の曾孫のユリウス・フォイリッヒは2012年からはもはやフォイリッヒブランドの権利とフォイリッヒピアノの生産には関わっていない。

## 会社の歴史
ライプツィヒはパリ、ロンドン、ウィーンに次いで、ヨーロッパの音楽文化の最も重要な都市の一つであった。ここで、1851年にユリウス・グスタフ・フォイリッヒ（1821年-1900年）が「Pianofortefabrik Feurich」を創業した。
1860年までに、400台以上の楽器が製造販売された。その後、より大規模で現代的な工場が建設された。世紀の代わり目には、1万4千台近いアップライトピアノとグランドピアノが作られた。フォイリッヒに加えて、ピアノ製造業者のブリュートナー、シンメル、Gebr. ツィンマーマン、フップフェルト、およびその関連産業もライプツィヒを拠点としていた。ユリウス・グスタフ・フォイリッヒとヘルマン・ハインリヒ・フォイリッヒはザクセン王国王室御用達の称号を与えられた。
その後、自動ピアノの時代が訪れた。フォイリッヒはこの産業における多くの非常に成功した企業と協同した。機械式楽器製造者であるヒューゴ・ポッパーとは親交を深めた。M・ウェルテ&ゼーネによる自動演奏システムウェルテ＝ミニョンやフップフェルトによるPhonola、PhilipsによるDucaが導入された。
第一次世界大戦はこの地域に厳しい挫折をもたらした。そのため、ピアノの代わりに様々な戦争物資のための包装容器が次第に製造されるようになった。1919年までに、3万4千台以上のアップライトピアノとグランドピアノが製造された。

### 戦間期
インフレーションの間、通貨の価値が維持されず、人々は通貨を素早く有形資産へと変換したため、ピアノ生産は全速力で行われた。後に、大恐慌が来ると、人々は通貨を生活必需品に使わなければならず、ピアノ生産は大幅に低下した。フォイリッヒはこの時期、無線機器のための筺体も生産した。
第二次世界大戦中、戦争必需品（光学機器や抗対空砲火ヘッドライトのための梱包用箱）の生産を再び余儀無くされた。1943年、工場建物は爆撃され、生産施設や会社に歴史的に関係のある全ての展示品、その他の書類、設計のための模型が失われた。当面はハーモニウム工房テオドール・マンボルクでの生産が続けられた。

### 戦後
戦後、工場の修復が行われ、1950年にようやく新しい楽器が工場から出荷された。ユリウス・フォイリッヒJr. は1951年に西ドイツへ逃れ、ミッテルフランケンのピアノ製造業者オイテルペ（Euterpe）に加わり、共同経営者となった。フォイリッヒ・ブランドのピアノも生産されていた。ドイツ民主共和国（東ドイツ）当局はライプツィヒで経営を行っていたユリウス・フォイリッヒSr.にラングラウでの事業の継続に難色を示した。1958年、ユリウス・フォイリッヒSr. は事業の国営化を勧告された。その後、東ドイツに残っていた残りのフォイリッヒ家の人々も西側へ逃れた。1959年、「ユリウス・フォイリッヒ・ピアノフォルテファブリックGmbH」が西側で新たに設立された。

## 現在の状況
日本のピアノメーカーヤマハとカワイの出現により、ドイツのメーカーが数を保つのが次第に困難となった。1991年、オイテルペ社（したがってその傘下のフォイリッヒ社）がベヒシュタイン・グループによって買収された。楽器は当初ベヒシュタインのベルリン工場で生産された。フォイリッヒのCEOであったユリウス・マティアス・フォイリッヒはフォイリッヒの社名がそれほど重要ではない役割しか果たさないことに不満だったため、1993年にベヒシュタイン・グループからフォイリッヒの株式を購入した。
再び独立してから3年後の1994年、フォイリッヒはフランクフルト・ムジークメッセ（楽器と音楽の国際専門見本市）に出品した。ニュルンベルク近郊のグンツェンハウゼンの自社工場が完成するまでは、楽器はライプツィヒのレーニッシュ社によって製造された。1999年から2009年までは、全てのフォイリッヒ・アップライトピアノおよびグランドピアノはグンツェンハウゼン工場で一流のピアノ職人によって手作りされた。
1998年までに、フォイリッヒ社は76,210台のピアノを生産した。以後、特に118 cmと123 cmの2種類のアップライトピアノと172 cmと227 cmの2種類のグランドピアノが少量生産された。
2010年と2011年に、ウィーンの企業ヴェンドル・ウント・ルング社とフォイリッヒ・クラヴィア・ウント・フリューゲルファブリカツィオーンGmbHとの間で業務提携が行われた。意図はポートフォリオの拡大であった。一方では低価格帯のピアノを中国での安価に生産し、それと同時にグンツェンハウゼン工場で手作りされたアップライトピアノとグランドピアノが売り出された。
グンツェンハウゼンにおける生産の経済発展により、2012年1月1日からの業務提携の解消が2011年末に決定された。2010年、ヴェンドル・ウント・ルング社はフォイリッヒの株式の大半と世界的な商標権利を取得した。2012年にはフォイリッヒ社の買収が完了した。今日、フォイリッヒ・ピアノの研究開発・設計はウィーンで行われ、生産のほとんどは中国・寧波市の海倫鋼琴（ハイルンピアノ）の工場で行われている。
フォイリッヒ社の売却後、フォイリッヒ家のユリウス・フォイリッヒはJ.F. Pianofortemanufaktur GmbHの代表取締役社長となった。フォイリッヒの商標は売却されたため、この会社はフォイリッヒ・クラヴィア・ウント・フリューゲルファブリカツィオーンGmbHとは関係がなく、製品は「J.F.」というブランドの元でそれ以来販売されている。

### 技術革新
1985年、「Pédale Harmonique」と呼ばれる第四のペダルによる新たな音響効果の開発が始まった。ペダルが完全に押し下げられると、従来のダンパーペダルと同じ挙動となる。ペダルが中間まで押し下げられると、全てのダンパーが持ち上がるが、演奏され放された鍵のダンパーのみが弦に落ちる。演奏されていないその他の弦はダンパーで消音されないままになる（ソステヌート・ペダルの逆の挙動）。2006年、試作品がムジークメッセ・フランクフルトに出品された。ピエール・ブーレーズはこの革新を好意的に論評した。

## モデル
2017年現在、以下のモデルが生産されている。
中国生産のアップライトピアノ
- モデル115 Premiere
- モデル122 Universal
- モデル125 Design
- モデル133 Concert

オーストリア生産のアップライトピアノ
- モデル123 Vienna

中国生産のグランドピアノ
- モデル162 Dynamic I
- モデル179 Dynamic II
- モデル218 Concert